# James Lindsay Seward

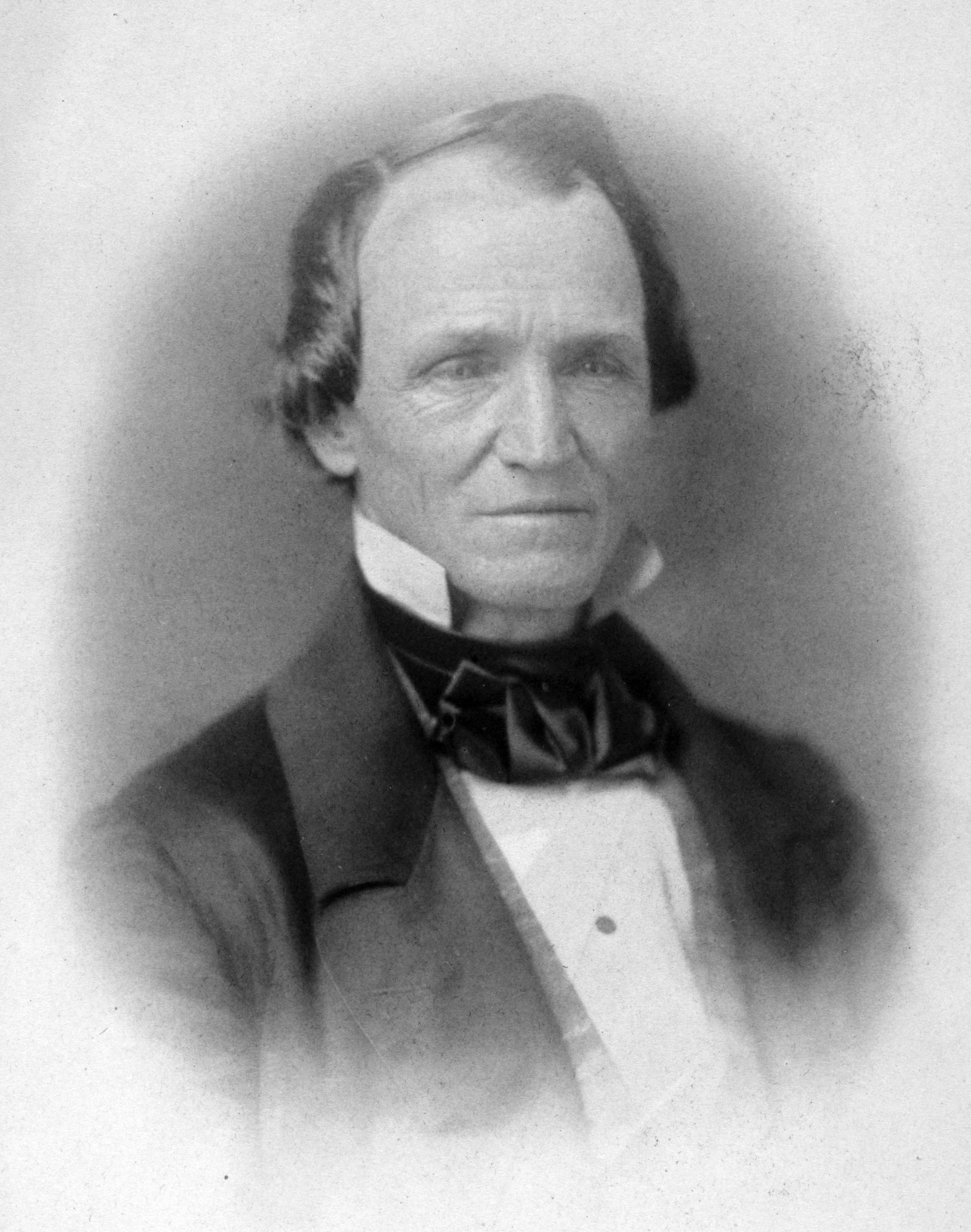
James Lindsay Seward (1859)

James Lindsay Seward (* 30. Oktober 1813 in Dublin, Georgia; † 21. November 1886 in Thomasville, Georgia) war ein US-amerikanischer Politiker. Zwischen 1853 und 1859 vertrat er den Bundesstaat Georgia im US-Repräsentantenhaus.

## Werdegang
James Seward besuchte die öffentlichen Schulen seiner Heimat. Im Jahr 1826 zog er mit seinen Eltern in das Thomas County. Nach einem anschließenden Jurastudium und seiner 1835 erfolgten Zulassung als Rechtsanwalt begann er in Thomasville in diesem Beruf zu arbeiten. Gleichzeitig schlug er als Mitglied der Demokratischen Partei eine politische Laufbahn ein. Zwischen 1835 und 1852 war er mehrfach Abgeordneter im Repräsentantenhaus von Georgia.
Bei den Kongresswahlen des Jahres 1852 wurde er im ersten Wahlbezirk von Georgia in das US-Repräsentantenhaus in Washington, D.C. gewählt, wo er am 4. März 1853 die Nachfolge von Joseph Webber Jackson antrat. Nach zwei Wiederwahlen konnte er bis zum 3. März 1859 drei Legislaturperioden im Kongress absolvieren. Diese waren von den Ereignissen im Vorfeld des Bürgerkrieges und die Diskussion um die Sklaverei überschattet.
1858 verzichtete Seward auf eine erneute Kandidatur. In der Folge arbeitete er als Anwalt und Pflanzer. In den Jahren 1858, 1859 und 1860 war er Delegierter auf den regionalen demokratischen Parteitagen in Georgia. 1860 war er auch Delegierter zu beiden Democratic National Conventions in Charleston und Baltimore. Zwischen 1859 und 1865 saß Seward im Senat von Georgia. Seit 1860 bzw. 1865 war er Kuratoriumsmitglied des Young’s Female Colleges und der University of Georgia in Athens. 1865 und 1877 nahm er als Delegierter auf Versammlungen zur Überarbeitung der Staatsverfassung teil. Im Jahr 1870 war er außerdem Delegierter zur Democratic Conservative Convention. Er starb im November 1886 in Thomasville.